# Carlo Janka
Carlo Janka född 15 oktober 1986 i Obersaxen är en schweizisk alpin skidåkare. Han vann guldmedaljen i storslalom vid OS i Vancouver 2010.
Janka tog sina första världscuppoäng den 17 december 2006 då han slutade på 20:e plats i storslalom i Alta Badia. Det stora genombrottet dröjde dock till 29 november 2008 när han från startnummer 65 körde in på en överraskande 2:a plats i störtloppet i Lake Louise. Två veckor senare, den 13 december tog han sin första världscupseger då han vann storslalomen i Val d'Isère.
Vid VM 2009 vann han guld i storslalom och brons i störtlopp.
I december 2009 hade han en mycket lyckad helg i Beaver Creek då han vann tre världscuptävlingar på lika många dagar.
Hans sjätte världscupseger kom i Wengen den 16 januari 2015 i superkombinationen. Den 7 februari 2016 vann han för första gången i Super-G, då i Jeongseon i Sydkorea.

## Världscupsegrar (6)
| Datum            | Plats        | Disciplin        |
| ---------------- | ------------ | ---------------- |
| 13 december 2008 | Val d'Isère  | Storslalom       |
| 16 januari 2009  | Wengen       | Superkombination |
| 4 december 2009  | Beaver Creek | Superkombination |
| 5 december 2009  | Beaver Creek | Störtlopp        |
| 6 december 2009  | Beaver Creek | Storslalom       |
| 16 januari 2015  | Wengen       | Superkombination |
| 7 februari 2016  | Jeongseon    | Super-G          |